# Карл Вайнріх
Карл Отто Пауль Вайнріх (нім. Karl Otto Paul Weinrich, 2 грудня 1887, Геттштедт — 22 липня 1973, Обертсгаузен) — партійний діяч НСДАП, гауляйтер, обергруппенфюрер НСКК.

## Біографія
Карл Вайнріх народився в родині взуттєвого фабриканта. Після закінчення початкової школи вступив до гірниче училище в Геттштедті, проходив стажування в рудних і вугільних шахтах. У 1906 році вступив на військову службу чиновником військового управління. Учасник Першої світової війни, був службовцем продовольчого постачання армії. У січні 1920 року був демобілізований. З липня 1920 року працював чиновником в державному управлінні Пфальца, в тому ж році він приєднався до націоналістичної організації Німецький народний союз оборони і наступу.
У лютому 1922 року вступив у НСДАП, у вересні заснував і очолив ортсгрупу в Пфальці. 9 травня 1923 року французьким військовим судом був засуджений до 4 місяців в'язниці за активну націоналістичну і антифранцузьку агітацію. Потім з сім'єю перебрався в демілітаризовану Рейнську область. У лютому 1925 року вдруге вступив в НСДАП (партійний квиток № 24 291), став керівником ортсгрупи в Касселі і скарбником гау. З 13 вересня 1928 року — гауляйтер Гессен-Нассау-Норд.
З 11 липня 1933 року — прусський державний радник. 12 листопада 1933 року був обраний депутатом рейхстагу від Гессен-Нассау. У 1934 році гау Гессен-Нассау-Норд було перетворено в Кургессен і Вайнріх залишився на своєму посту. З 1942 року був заступником Наукового товариства імені братів Грімм. 16 листопада 1942 року призначений імперським комісаром оборони Кургессена. Після руйнівного бомбардування Касселя в ніч з 22 на 23 жовтня 1943 року він був знятий з поста гауляйтера.
У 1945 році заарештований і 4 роки перебував в ув'язненні. 6 липня 1949 року комісією з денацифікації в Касселі був визнаний «головним винуватцем» і засуджений до 10 років трудових таборів. Вайнріх подавав апеляції і термін знизили до 7 років трудових таборів. У листопаді 1950 був відпущений, оскільки термін інтернування було зараховано в строк позбавлення волі. 

## Нагороди
- Почесний хрест ветерана війни
- Генеральний знак гау
- Золотий партійний знак НСДАП
- Медаль «За вислугу років у НСДАП» в бронзі, сріблі та золоті (25 років)